# Institut de journalisme tous médias
L'Institut de journalisme tous médias (IJTM) est un établissement d'enseignement supérieur privé français de statut associatif, décernant un diplôme d'Etat de Master en "Journalisme Tous médias". Créée en 2015, l'école est membre de la fédération de l'Université catholique de Lille depuis 2019. Elle est installée au cœur d'un pôle média au 9 rue Archimède, à Villeneuve d'Ascq (Nord),

## Historique
L'IJTM est né 2015 en sous le nom de ESJ Paris-Grand Lille, au sein du groupe SECOM dirigé par l'ancien directeur général de Radio Notre-Dame et de la chaîne de télévision catholique KTO Bruno Lecluse,, en partenariat avec l'organisme de formation Socrate et l'École supérieure de journalisme de Paris.
Le 11 mars 2019, l'ESJ Paris-Grand Lille intègre l'Université catholique de Lille en présence du président de l'université, Pierre Giorgini.
Le 30 mai 2020, l'ESJ Paris-Grand Lille devient l'Institut de journalisme tous médias (IJTM) et annonce qu'elle délivrera à partir de la rentrée 2020 un diplôme national de master (DNM) reconnu par l'État, qui remplacera son « mastère », dans le cadre d'une convention de diplomation entre l'Université catholique de Lille (UCL) et l'Université polytechnique Hauts-de-France (UPHF).

## Formation
L'Institut de journalisme tous médias propose un Master Journalisme Tous Médias en deux ans, accessible aux étudiants titulaires, au minimum, d'un diplôme bac+3, quel que soit leur parcours antérieur. La formation est ouverte à l'alternance, avec des contrats d'apprentissage s'organisant autour du rythme suivant : 1 semaine école / 2 semaines entreprise. L'entrée à l'IJTM a lieu après un entretien. Chaque année, seule une vingtaine d'étudiants sont admis à intégrer l'école.
La pédagogie de L'Institut de journalisme tous médias se distingue par son approche pratique et pluridisciplinaire (Presse écrite, TV/vidéo, web, radio, podcast...) et l'importance accordée au discernement et au développement de l'esprit critique. Sa vision du journalisme s’inspire des trois filtres de Socrate : la recherche du vrai, du bon et de l’utile.
À l'issue de la formation, L'Institut de journalisme tous médias délivre à ses journalistes en formation un diplôme national de master mention « Création numérique », parcours « Design informationnel et journalisme transmédia », en convention avec l'Université polytechnique Hauts-de-France (UPHF).

## Critiques
En contrat de franchise avec l'École supérieure de journalisme de Paris, l'ouverture de l'ESJ Paris-Grand Lille au sein de la métropole lilloise suscite des critiques de la part d'une école voisine, l'ESJ Lille, notamment sur la dénomination de l'école.